# Katabuchi Sunao
Katabuchi Sunao (片渕須直 sinh tháng 8 năm 1960) là nhà đạo diễn phim anime người Nhật Bản, và là giảng viên tại khoa Nghệ thuật thuộc trường Đại học Nihon.

## Tiểu sử
Trong thời gian học tập tại Đại học Nihon, Katabuchi từng tham gia trong đội viết kịch bản cho anime Sherlock Hound, do Miyazaki Hayao làm đạo diễn. Sau khi tốt nghiệp, ông làm việc cho hãng phim hoạt hình Telecom Animation Film.
Năm 1979, Katabuchi làm việc cho hãng phim hoạt hình Studio 4°C và cho ra phim hoạt hình Arīte Hime, được phát hành vào năm 2001 và đoạt giải Tác phẩm xuất sắc nhất của năm trong hạng mục phim nội địa tại Liên hoan phim hoạt hình quốc tế Tokyo tổ chức năm 2002.
Sau đó, ông làm việc cho hãng phim hoạt hình Madhouse và làm ra nhiều phim hoạt hình, trong đó có Black Lagoon.
Năm 2016, Katabuchi đạo diễn phim hoạt hình Góc khuất của thế giới và phát hành vào ngày 11 tháng 12 năm 2016 tại Nhật Bản và được công chiếu hơn 30 quốc gia trên thế giới. Phim bắt đầu được công chiếu tại Việt Nam vào ngày 18 tháng 8 năm 2017. Dự án phim được thông báo vào tháng 8 năm 2012 và bắt đầu gọi vốn cộng đồng vào tháng 3 năm 2015 để tăng kinh phí. Dự án gây quỹ đạt thành công, với 3,374 người góp quỹ và ¥39 triệu  và vượt mục tiêu ¥20 triệu. Một dự án gây quỹ công chúng khác, đích thân nhà sản xuất Katabuchi ra nước ngoài để quảng bá, bắt đầu từ ngày 22 tháng 11 năm 2016 và đạt mục tiêu ¥10 triệu chỉ trong vòng 11 giờ. Đạo diễn Katabuchi đã nhiều lần đến thành phố Hiroshima bằng những chuyến tàu đêm từ tháng 5 năm 2010. Sau nhiều lần đi khảo sát, đội ngũ làm phim đã thu thập được nhiều sách vở, hình ảnh, ghi lại sự thay đổi của thành phố xuyên suốt 70 năm, cách bố trí nhà cửa, thời điểm cảnh báo các cuộc không kích ở thành phố Kure. Đạo diễn Katabuchi Sunao chia sẻ, ông đã cố gắng thêm những chi tiết chân thực và chính xác vào bối cảnh của bộ phim, ví dụ như một cảnh chụp cần sửa 20 lần mới ưng ý, hay sử dụng ảnh vệ tinh để đo kích thước của một cửa tiệm và phỏng vấn với trên 10 người dân lớn tuổi.
Ông kết hôn với Uratani Chie, người cùng ông đạo diễn nhiều phim hoạt hình.

## Giải thưởng
| Danh sách giải thưởng và đề cử trong nước | Danh sách giải thưởng và đề cử trong nước     | Danh sách giải thưởng và đề cử trong nước                     | Danh sách giải thưởng và đề cử trong nước | Danh sách giải thưởng và đề cử trong nước | Danh sách giải thưởng và đề cử trong nước | Danh sách giải thưởng và đề cử trong nước |
| Năm                                       | Giải thưởng                                   | Hạng mục                                                      | Tham gia                                  | Kết quả                                   | Tham khảo                                 |                                           |
| ----------------------------------------- | --------------------------------------------- | ------------------------------------------------------------- | ----------------------------------------- | ----------------------------------------- | ----------------------------------------- | ----------------------------------------- |
| 2002                                      | Liên hoan phim hoạt hình quốc tế Tokyo        | Tác phẩm xuất sắc của năm trong hạng mục phim nội địa         | Arīte Hime                                | Đoạt giải                                 |                                           |                                           |
| 2009                                      | Liên hoan phim hoạt hình quốc tế Ottawa       |                                                               | Shinko và phép lạ nghìn năm               | Đoạt giải                                 |                                           |                                           |
| 2010                                      | Liên hoan nghệ thuật Nhật Bản lần thứ 14      | Giải thưởng xuất sắc trong hạng mục phim hoạt hình            | Shinko và phép lạ nghìn năm               | Đoạt giải                                 | [ 10 ]                                    |                                           |
| 2010                                      | Liên hoan phim hoạt hình Brussels             | Anima 2010 BETV/Khán giả bình chọn cho phim điện ảnh xuất sắc | Shinko và phép lạ nghìn năm               | Đoạt giải                                 |                                           |                                           |
| 2010                                      | Liên hoan phim quốc tế Cine Junior lần thứ 20 | Giải thưởng khán giả bình chọn                                | Shinko và phép lạ nghìn năm               | Đoạt giải                                 |                                           |                                           |
| 2016                                      | Liên hoan phim quốc tế Hiroshima              | Hạng mục phim vì hoà bình Hiroshima                           | Góc khuất của thế giới                    | Đoạt giải                                 | [ 11 ]                                    |                                           |
| 2017                                      | Giải thưởng Kinema Junpo lần thứ 98           | Đạo diễn xuất sắc nhất / Phim xuất sắc nhất                   | Góc khuất của thế giới                    | Đoạt giải                                 | [ 12 ]                                    |                                           |
| 2017                                      | Giải thưởng phim Mainichi lần thứ 71          | Giải thưởng Ōfuji Noburō                                      |                                           | Đoạt giải                                 | [ 13 ]                                    |                                           |
| 2017                                      | Giải thưởng Blue Ribbon lần thứ 59            | Đạo diễn xuất sắc nhất                                        |                                           | Đoạt giải                                 | [ 14 ]                                    |                                           |

## Tác phẩm

### Phim
- Dịch vụ giao hàng của phù thủy Kiki - Hỗ trợ đạo diễn, 1989
- Kono Hoshi no Ue ni (この星の上に?) - Đạo diễn, 1998[15]
- Arīte Hime (アリーテ姫?) - Đạo diễn, Biên kịch, 2001
- Shinko và phép lạ nghìn năm - Đạo diễn, Biên kịch, 2009
- Góc khuất của thế giới - Đạo diễn, Biên kịch, 2016

### Phim truyền hình
- The Blinkins: The Bear And The Blizzard - Đạo diễn, 1986[16]
- Famous Dog Lassie - Đạo diễn, 1996
- Black Lagoon - Đạo diễn, Biên kịch, 2006
- Black Lagoon The Second Barrage - Đạo diễn, Biên kịch, 2006

### OVA
- Black Lagoon Roberta's Blood Trail - Đạo diễn, Biên kịch, 2010

### Trò chơi điện tử
- Ace Combat 04: Shattered Skies - Đạo diễn, Biên kịch cho phim ngoại truyện, 2001
- Ace Combat 5: The Unsung War - Biên kịch truyện, 2004
- Ace Combat 7  - Biên kịch truyện, 2017

### Quảng cáo
- Panasonic 3CCD lovery size (?) - Đạo diễn phim hoạt hình, 2004
- Toyota ITS Ha:mo Concept movie Road to promise - Đạo diễn, 2012
- NHK Flowers blossom (花は咲く hana wa saku?) Phiên bản quảng cáo hoạt hình - Đạo diễn, 2013[17][18]